# Anna Zatonskih
Anna Zatonskih (ukrainisch Анна Затонських/Anna Satonskych; * 17. Juli 1978 in Mariupol, Oblast Donezk) ist eine ukrainisch-US-amerikanische Schachspielerin.

## Leben
Bereits im Alter von fünf Jahren erlernte Anna Zatonskih das Schachspiel von ihren Eltern, zwei starken Schachspielern. Ihr Vater Vitaly (* 1949) ist ein FIDE-Meister. 2002 zog sie nach Ohio, 2005 zog sie nach Long Island. Sie ist verheiratet und hat eine Tochter (* 2007) und einen Sohn (* 2015) mit dem lettisch-deutschen Schachgroßmeister Daniel Fridman.

## Schacherfolge
Die mehrfache ukrainische Jugendmeisterin gewann die ukrainische Einzelfrauenmeisterschaft 2001 in Kramatorsk. Die US-amerikanische Frauenmeisterschaft konnte sie 2006 in San Diego, 2008 in Tulsa sowie 2009 und 2011 in St. Louis gewinnen. 2023 gewann sie den Cairns Cup.
Sie trägt seit 1999 den Titel Großmeister der Frauen und seit Juli 2004 zusätzlich den Titel Internationaler Meister. Die IM-Normen erfüllte sie im Dezember 2002 beim Lindsborg Rotary Open, im Juli 2003 beim World Open in Philadelphia und im Oktober 2003 beim Monarch Assurance in Port Erin. Sie führte viele Jahre lang die US-amerikanische Elo-Rangliste der Frauen an.

## Nationalmannschaft
Anna Zatonskih nahm seit 2000 an allen zehn Schacholympiaden der Frauen teil, bis 2002 für die Ukraine, seit 2004 für die USA. Mit den USA erreichte sie 2004 den zweiten und 2008 den dritten Platz, 2008 gewann sie außerdem die Einzelwertung am zweiten Brett.
Mit den USA nahm Zatonskih außerdem an den Mannschaftsweltmeisterschaften der Frauen 2009 und 2013 teil, mit der Ukraine an den Mannschaftseuropameisterschaften der Frauen 1999 und 2001. Bei der Mannschafts-EM 1999 erreichte sie das zweitbeste Einzelergebnis am zweiten Brett sowie die drittbeste Elo-Leistung aller Teilnehmerinnen.

## Vereine

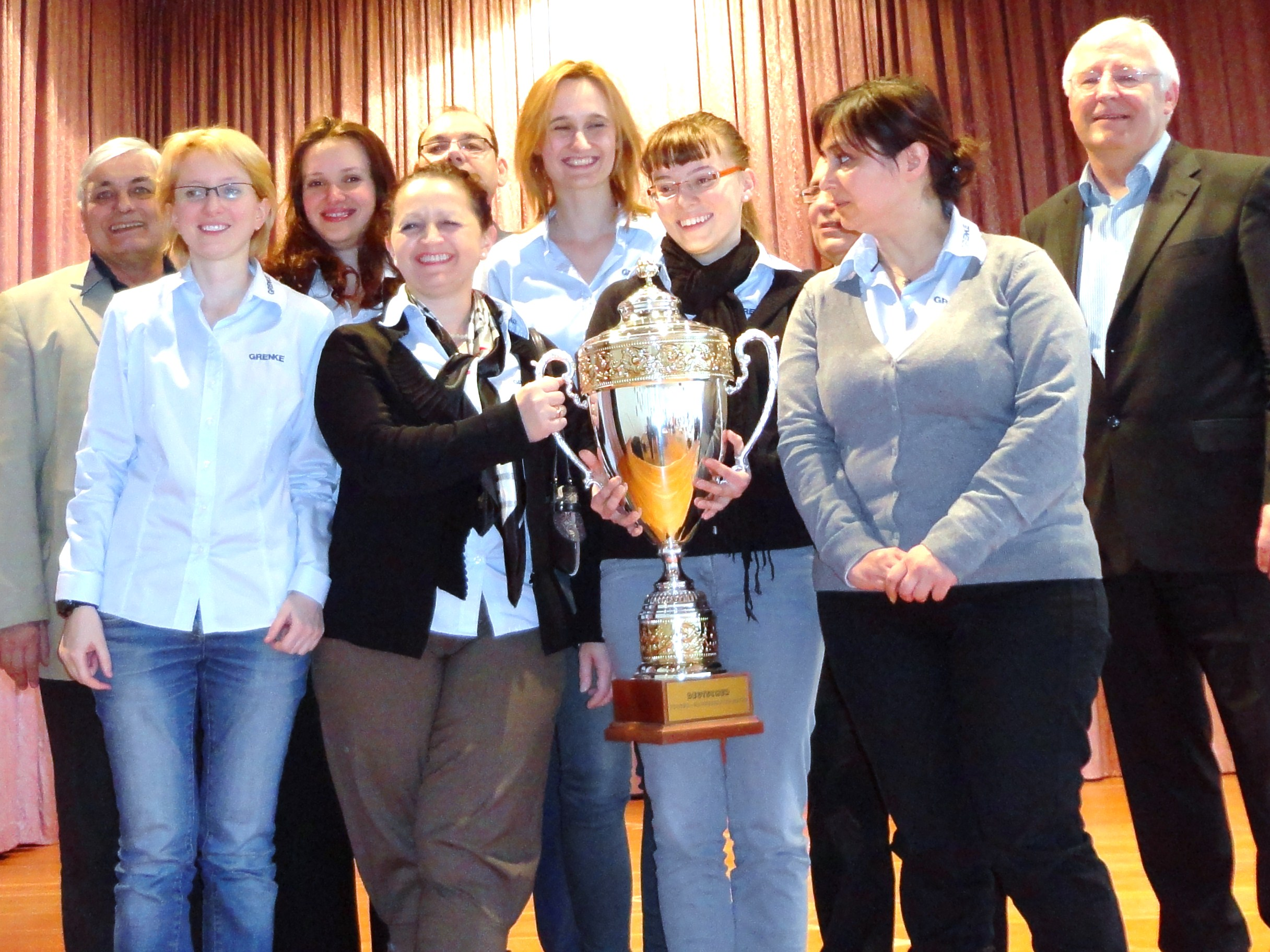
OSG Baden-Baden 2012 in Baden-Baden

In der ukrainischen Mannschaftsmeisterschaft 1999 spielte Zatonskih am Spitzenbrett der Grandmaster School Kiew, die mit einer reinen Frauenmannschaft antrat. Mit der Grandmaster School Kiew nahm Zatonskih auch an den European Club Cups der Frauen 1996, 1997, 1998 und 1999 teil, sie erreichte 1998 den zweiten, 1997 und 1999 den dritten Platz. Beim European Club Cup der Frauen 2000 erreichte Zatonskih mit Danko-Donbass den dritten Platz.
In der Saison 2007/08 spielte sie zum ersten Mal für einen deutschen Verein, und zwar für die zweite Mannschaft des SV Mülheim-Nord in der nordrhein-westfälischen Oberliga (3. Liga). Seit der Saison 2009/10 spielt sie in der Oberliga NRW und 2. Liga West für den Bochumer SV.
Außerdem spielt sie in der deutschen Frauenbundesliga seit der Saison 2008/09 für die OSG Baden-Baden, mit der sie in den Saisons 2010/11, 2011/12, 2012/13, 2014/15, 2015/16 und 2017/18 Mannschaftsmeisterin wurde.
In China spielte sie 2005 für Shenzhen Shirble, 2016 für den Meister Shanghai Jianqiao University, 2017 für Hangzhou Bank und 2019 für Zhihui Sports chess team of Tianjin. In der niederländischen Meesterklasse hat sie für HMC Calder Den Bosch gespielt, in Belgien früher für Ans, seit 2008 für die Schachfreunde Wirtzfeld, mit denen sie in den Saisons 2008/09 und 2017/18  und 2019/20 die Mannschaftsmeisterschaft gewann.
In Weißrussland spielt sie für den Schachverein EPAM, mit denen sie 2008 am European Club Cup der Frauen teilnahm; ferner beteiligte sich Zatonskih am European Club Cup der Frauen 2011 mit AEM-Luxten Timişoara (mit denen sie den zweiten Platz erreichte) und 2014 mit Ladja Kasan.